# Moringa concanensis
Moringa concanensis är en tvåhjärtbladig växtart som beskrevs av Joseph Nimmo. Moringa concanensis ingår i släktet Moringa och familjen Moringaceae. Inga underarter finns listade i Catalogue of Life.